# Platypolia gunderi
Platypolia gunderi là một loài bướm đêm trong họ Noctuidae.